# Gevangenis van Oudenaarde
De gevangenis in de Belgische stad Oudenaarde is in 1922 in gebruik genomen. Ze ligt achter het gerechtsgebouw van Oudenaarde in de Bourgondiëstraat.
Het complex is Y-vormig en omvat een neogotisch toegangsgebouw met drie ambtswoningen, twee celvleugels en dubbele ommuring. Ze biedt plaats aan 132 gedetineerden.

## Geschiedenis
De gevangenis van Oudenaarde werd net zoals het naastgelegen gerechtsgebouw gebouwd op de plek van het vroegere klooster van Sion. Op de plaats van de oprit naar de gevangenis, rechts van het gerechtsgebouw, werd na de afschaffing van het klooster in de 19de eeuw een protestantse tempel gebouwd die bleef bestaan tot 1918. De gevangenis van Oudenaarde was de eerste gevangenis in België gebouwd in de eerste helft van de 19de eeuw en een van de laatste volgens het model-Ducpétiaux gebouwd. De voormalige kloosterkerk werd geïntegreerd in het gevangeniscomplex en in 1918 vernietigd. Ze deed van 1922 tot 1933 als arresthuis voor beklaagden in voorlopige hechtenis of voorarrest en werd gesloten omwille van bezuinigingsredenen. Na de sluiting van de gevangenis van Gent werd ze in 1936 als strafhuis heropend, ze kreeg toen haar titel 'Strafinrichting' en huisvestte hoofdzakelijk mannelijke langgestraften. De gevangenis doet echter ook dienst als arresthuis, er zitten ongeveer 50% mensen in voorhechtenis.